# Municipio de Elmdale (Dakota del Norte)
El municipio de Elmdale (en inglés: Elmdale Township) es un municipio ubicado en el condado de Ward en el estado estadounidense de Dakota del Norte. En el año 2010 tenía una población de 50 habitantes y una densidad poblacional de 0,54 personas por km².

## Geografía
El municipio de Elmdale se encuentra ubicado en las coordenadas 48°40′26″N 102°9′29″O / 48.67389, -102.15806. Según la Oficina del Censo de los Estados Unidos, el municipio tiene una superficie total de 93.2 km², de la cual 91,98 km² corresponden a tierra firme y (1,3 %) 1,21 km² es agua.

## Demografía
Según el censo de 2010, había 50 personas residiendo en el municipio de Elmdale. La densidad de población era de 0,54 hab./km². De los 50 habitantes, el municipio de Elmdale estaba compuesto por el 96 % blancos, el 2 % eran asiáticos y el 2 % eran de una mezcla de razas. Del total de la población el 2 % eran hispanos o latinos de cualquier raza.